# Liste der Nummer-eins-Hits in Deutschland (1990)
Diese Liste enthält alle Nummer-eins-Hits in Deutschland im Jahr 1990. Es gab in diesem Jahr sieben Nummer-eins-Singles, so wenig wie seit 1964, als es lediglich monatliche Hitlisten gab, nicht mehr. Elf Alben konnten die Nummer 1 erreichen.
Die Single- und Albumcharts wurden von Media Control wöchentlich zusammengestellt und umfassten jeweils 100 Positionen. Sie spiegeln den Verkauf physischer Tonträger (Vinyl und CD) wider. Zur Ermittlung der Plätze 51 bis 100 wurde auch der Radio-Einsatz der Titel herangezogen. Ausgewertet wurden die Verkäufe innerhalb einer Woche (Montag bis Samstag). Die offizielle Veröffentlichung und Datierung der Charts erfolgte am Montag drei Wochen nach Ende des Erhebungszeitraumes.
Mit nur sieben verschiedenen Nummer-1-Hits in den Singles-Charts ist das Jahr 1990 das mit den wenigsten Wechseln an der Spitze. Zuvor war es das Jahr 1971 mit nur acht Nummer-1-Hits. Zwei Jahre später, 1992, wurde dieser Wert noch einmal erreicht. Darüber hinaus beendete die Band Londonbeat mit ihrer Nummer 1 I've been thinking about you eine 74-wöchige Phase, in der nur europäische Produktionen die Spitze der deutschen Charts belegten.

## Singles
| ← 1989 ← | Liste der Nummer-eins-Hits in Deutschland | Liste der Nummer-eins-Hits in Deutschland | Liste der Nummer-eins-Hits in Deutschland                                                                                 | 1991 →                    |
| \| Zeitraum \| Wo. ges. \| Interpret \| Titel Autor(en) \| Zusätzliche Informationen \| \| (Zeitraum, Wochen auf Platz eins, Interpret, Titel, Autor[en], zusätzliche Informationen) \| \| \| \| \| \| ----------------------------------------------------------------------------------------- \| -------- \| ------------------ \| ------------------------------------------------------------------------------------------------------------------------- \| ------------------------- \| \| 4. Dezember 1989 – 11. Februar 1990 10 Wochen \| 10 \| Phil Collins \| Another Day in Paradise Phil Collins \| – \| \| 12. Februar 1990 – 4. März 1990 3 Wochen \| 3 \| Werner Wichtig \| Pump ab das Bier Camilla Hüther, Manuella Kamosi, Frank Meyer-Thurn, Thomas de Quincey, Raimund Thielecke, Raymond Beyer, \| – \| \| 5. März 1990 – 20. Mai 1990 11 Wochen \| 11 \| Sinéad O’Connor \| Nothing Compares 2 U Prince \| – \| \| 21. Mai 1990 – 9. September 1990 16 Wochen \| 16 \| Matthias Reim \| Verdammt, ich lieb’ Dich Bernd Dietrich, Matthias Reim \| – \| \| 10. September 1990 – 28. Oktober 1990 7 Wochen \| 7 \| DNA & Suzanne Vega \| Tom’s Diner Suzanne Vega \| – \| \| 29. Oktober 1990 – 11. November 1990 2 Wochen \| 2 \| Londonbeat \| I’ve Been Thinking About You Jimmy Chambers, George Chandler, Jimmy Helms, William Henshall \| – \| \| 12. November 1990 – 17. Januar 1991 9 Wochen \| 9 \| Enigma \| Sadeness (Part I) Michael Cretu, Fabrice Cuitad, Frank Peterson \| – \| |                                           |                                           | |                           |
| ← 1989 |                                           |                                           | | → 1991 →                  |
| Zeitraum | Wo. ges.                                  | Interpret                                 | Titel Autor(en) | Zusätzliche Informationen |
| (Zeitraum, Wochen auf Platz eins, Interpret, Titel, Autor[en], zusätzliche Informationen) |                                           |                                           | |                           |
| 4. Dezember 1989 – 11. Februar 1990 10 Wochen | 10                                        | Phil Collins                              | Another Day in Paradise Phil Collins                                                                                      | –                         |
| 12. Februar 1990 – 4. März 1990 3 Wochen | 3                                         | Werner Wichtig                            | Pump ab das Bier Camilla Hüther, Manuella Kamosi, Frank Meyer-Thurn, Thomas de Quincey, Raimund Thielecke, Raymond Beyer, | –                         |
| 5. März 1990 – 20. Mai 1990 11 Wochen | 11                                        | Sinéad O’Connor                           | Nothing Compares 2 U Prince                                                                                               | –                         |
| 21. Mai 1990 – 9. September 1990 16 Wochen | 16                                        | Matthias Reim                             | Verdammt, ich lieb’ Dich Bernd Dietrich, Matthias Reim                                                                    | –                         |
| 10. September 1990 – 28. Oktober 1990 7 Wochen | 7                                         | DNA & Suzanne Vega                        | Tom’s Diner Suzanne Vega                                                                                                  | –                         |
| 29. Oktober 1990 – 11. November 1990 2 Wochen | 2                                         | Londonbeat                                | I’ve Been Thinking About You Jimmy Chambers, George Chandler, Jimmy Helms, William Henshall                               | –                         |
| 12. November 1990 – 17. Januar 1991 9 Wochen | 9                                         | Enigma                                    | Sadeness (Part I) Michael Cretu, Fabrice Cuitad, Frank Peterson                                                           | –                         |

## Alben
| ← 1989 ← | Liste der Nummer-eins-Alben in Deutschland | Liste der Nummer-eins-Alben in Deutschland | Liste der Nummer-eins-Alben in Deutschland | 1991 →                    |
| \| Zeitraum \| Wo. ges. \| Interpret \| Titel \| Zusätzliche Informationen \| \| (Zeitraum, Wochen auf Platz eins, Interpret, Titel, zusätzliche Informationen) \| \| \| \| \| \| ------------------------------------------------------------------------------ \| -------- \| -------------------------- \| -------------------------------- \| ------------------------- \| \| 4. Dezember 1989 – 1. April 1990 17 Wochen \| 17 \| Phil Collins \| …But Seriously \| – \| \| 2. April 1990 – 10. Juni 1990 10 Wochen \| 10 \| Sinéad O’Connor \| I Do Not Want What I Haven’t Got \| – \| \| 11. Juni 1990 – 17. Juni 1990 1 Woche (insgesamt 3) \| 3 \| Die Toten Hosen \| Auf dem Kreuzzug ins Glück \| – \| \| 18. Juni 1990 – 24. Juni 1990 1 Woche \| 1 \| Madonna \| I’m Breathless \| – \| \| 25. Juni 1990 – 8. Juli 1990 2 Wochen (insgesamt 3) \| 3 \| Die Toten Hosen \| Auf dem Kreuzzug ins Glück \| – \| \| 9. Juli 1990 – 15. Juli 1990 1 Woche \| 1 \| New Kids on the Block \| Step by Step \| – \| \| 16. Juli 1990 – 25. August 1990 5 Wochen \| 5 \| Matthias Reim \| Reim \| – \| \| 27. August 1990 – 7. Oktober 1990 6 Wochen \| 6 \| (Verschiedene Interpreten) \| Pretty Woman (Soundtrack) \| – \| \| 8. Oktober 1990 – 18. November 1990 6 Wochen \| 6 \| Herbert Grönemeyer \| Luxus \| – \| \| 19. November 1990 – 25. November 1990 1 Woche \| 1 \| Westernhagen \| Live \| – \| \| 26. November 1990 – 2. Dezember 1990 1 Woche \| 1 \| BAP \| X für ’e U \| – \| \| 3. Dezember 1990 – 2. Februar 1991 8 Wochen \| 8 \| Phil Collins \| Serious Hits… Live! \| – \| |                                            |                                            |                                            |                           |
| ← 1989 |                                            |                                            |                                            | → 1991 →                  |
| Zeitraum | Wo. ges.                                   | Interpret                                  | Titel                                      | Zusätzliche Informationen |
| (Zeitraum, Wochen auf Platz eins, Interpret, Titel, zusätzliche Informationen) |                                            |                                            |                                            |                           |
| 4. Dezember 1989 – 1. April 1990 17 Wochen | 17                                         | Phil Collins                               | …But Seriously                             | –                         |
| 2. April 1990 – 10. Juni 1990 10 Wochen | 10                                         | Sinéad O’Connor                            | I Do Not Want What I Haven’t Got           | –                         |
| 11. Juni 1990 – 17. Juni 1990 1 Woche (insgesamt 3) | 3                                          | Die Toten Hosen                            | Auf dem Kreuzzug ins Glück                 | –                         |
| 18. Juni 1990 – 24. Juni 1990 1 Woche | 1                                          | Madonna                                    | I’m Breathless                             | –                         |
| 25. Juni 1990 – 8. Juli 1990 2 Wochen (insgesamt 3) | 3                                          | Die Toten Hosen                            | Auf dem Kreuzzug ins Glück                 | –                         |
| 9. Juli 1990 – 15. Juli 1990 1 Woche | 1                                          | New Kids on the Block                      | Step by Step                               | –                         |
| 16. Juli 1990 – 25. August 1990 5 Wochen | 5                                          | Matthias Reim                              | Reim                                       | –                         |
| 27. August 1990 – 7. Oktober 1990 6 Wochen | 6                                          | (Verschiedene Interpreten)                 | Pretty Woman (Soundtrack)                  | –                         |
| 8. Oktober 1990 – 18. November 1990 6 Wochen | 6                                          | Herbert Grönemeyer                         | Luxus                                      | –                         |
| 19. November 1990 – 25. November 1990 1 Woche | 1                                          | Westernhagen                               | Live                                       | –                         |
| 26. November 1990 – 2. Dezember 1990 1 Woche | 1                                          | BAP                                        | X für ’e U                                 | –                         |
| 3. Dezember 1990 – 2. Februar 1991 8 Wochen | 8                                          | Phil Collins                               | Serious Hits… Live!                        | –                         |

## Jahreshitparaden
| ← 1989 ← | Liste der Jahres-Nummer-eins-Hits in Deutschland | Liste der Jahres-Nummer-eins-Hits in Deutschland | Liste der Jahres-Nummer-eins-Hits in Deutschland | 1991 →   |
| \| Singles \| Position# \| Alben \| \| -------------------------------------------------------------------------------------------------------------------------------------------------------------- \| --------- \| ------------------------------------------------ \| \| Verdammt, ich lieb’ Dich Matthias Reim Bernd Dietrich, Matthias Reim \| 1 \| …But Seriously Phil Collins \| \| Nothing Compares 2 U Sinéad O’Connor Prince \| 2 \| I Do Not Want What I Haven’t Got Sinéad O’Connor \| \| Another Day in Paradise Phil Collins \| 3 \| Verschiedene Interpreten KuschelRock 3 \| \| The Power Snap! Benito Benites, John „Virgo“, Garrett III, Toni C \| 4 \| Storm Front Billy Joel \| \| Ooops Up Snap! John „Virgo“, Garrett III, Lonnie Simmons, Durron Butler, Penny Ford, Charlie Wilson, Benito Benites, Rudy Taylor, Ronnie Wilson, The GAP Band, \| 5 \| Affection Lisa Stansfield \| \| Tom’s Diner DNA feat. Suzanne Vega \| 6 \| Reim Matthias Reim \| \| I Promised Myself Nick Kamen \| 7 \| Foreign Affair Tina Turner \| \| Kingston Town UB40 Kentrick Patrick \| 8 \| In ogni senso Eros Ramazzotti \| \| Infinity (1990s… Time for the Guru) Guru Josh Paul Walden \| 9 \| Halleluja Westernhagen \| \| Enjoy the Silence Depeche Mode Martin Gore \| 10 \| Violator Depeche Mode \| |                                                  |                                                  |                                                  |          |
| ← 1989 |                                                  |                                                  |                                                  | → 1991 → |
| Singles | Position#                                        | Alben                                            |                                                  |          |
| Verdammt, ich lieb’ Dich Matthias Reim Bernd Dietrich, Matthias Reim | 1                                                | …But Seriously Phil Collins                      |                                                  |          |
| Nothing Compares 2 U Sinéad O’Connor Prince | 2                                                | I Do Not Want What I Haven’t Got Sinéad O’Connor |                                                  |          |
| Another Day in Paradise Phil Collins | 3                                                | Verschiedene Interpreten KuschelRock 3           |                                                  |          |
| The Power Snap! Benito Benites, John „Virgo“, Garrett III, Toni C | 4                                                | Storm Front Billy Joel                           |                                                  |          |
| Ooops Up Snap! John „Virgo“, Garrett III, Lonnie Simmons, Durron Butler, Penny Ford, Charlie Wilson, Benito Benites, Rudy Taylor, Ronnie Wilson, The GAP Band, | 5                                                | Affection Lisa Stansfield                        |                                                  |          |
| Tom’s Diner DNA feat. Suzanne Vega | 6                                                | Reim Matthias Reim                               |                                                  |          |
| I Promised Myself Nick Kamen | 7                                                | Foreign Affair Tina Turner                       |                                                  |          |
| Kingston Town UB40 Kentrick Patrick | 8                                                | In ogni senso Eros Ramazzotti                    |                                                  |          |
| Infinity (1990s… Time for the Guru) Guru Josh Paul Walden | 9                                                | Halleluja Westernhagen                           |                                                  |          |
| Enjoy the Silence Depeche Mode Martin Gore | 10                                               | Violator Depeche Mode                            |                                                  |          |